# Kościół Główny Najświętszej Maryi Panny w Bredzie

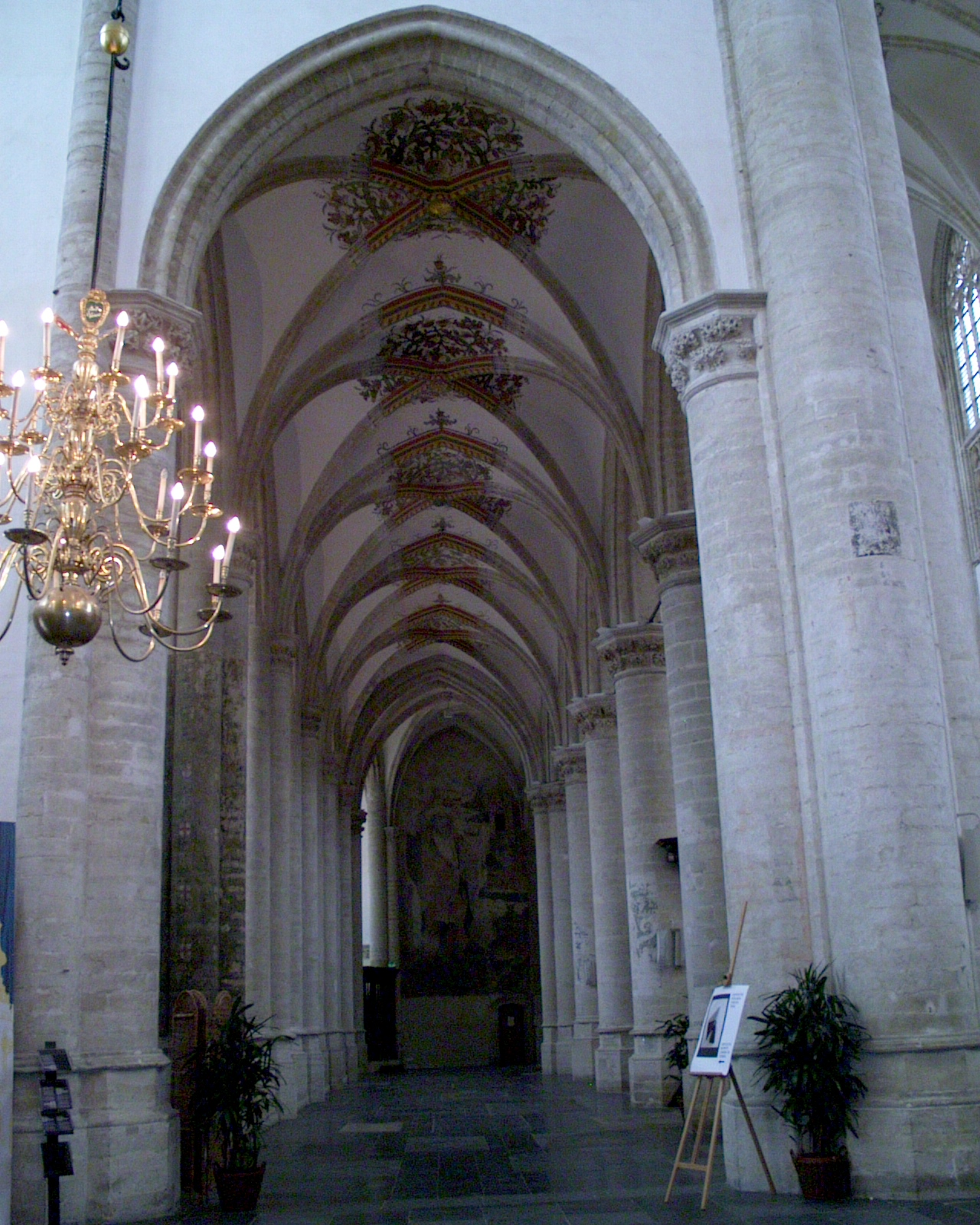
Fragment wnętrza kościoła – nawa boczna

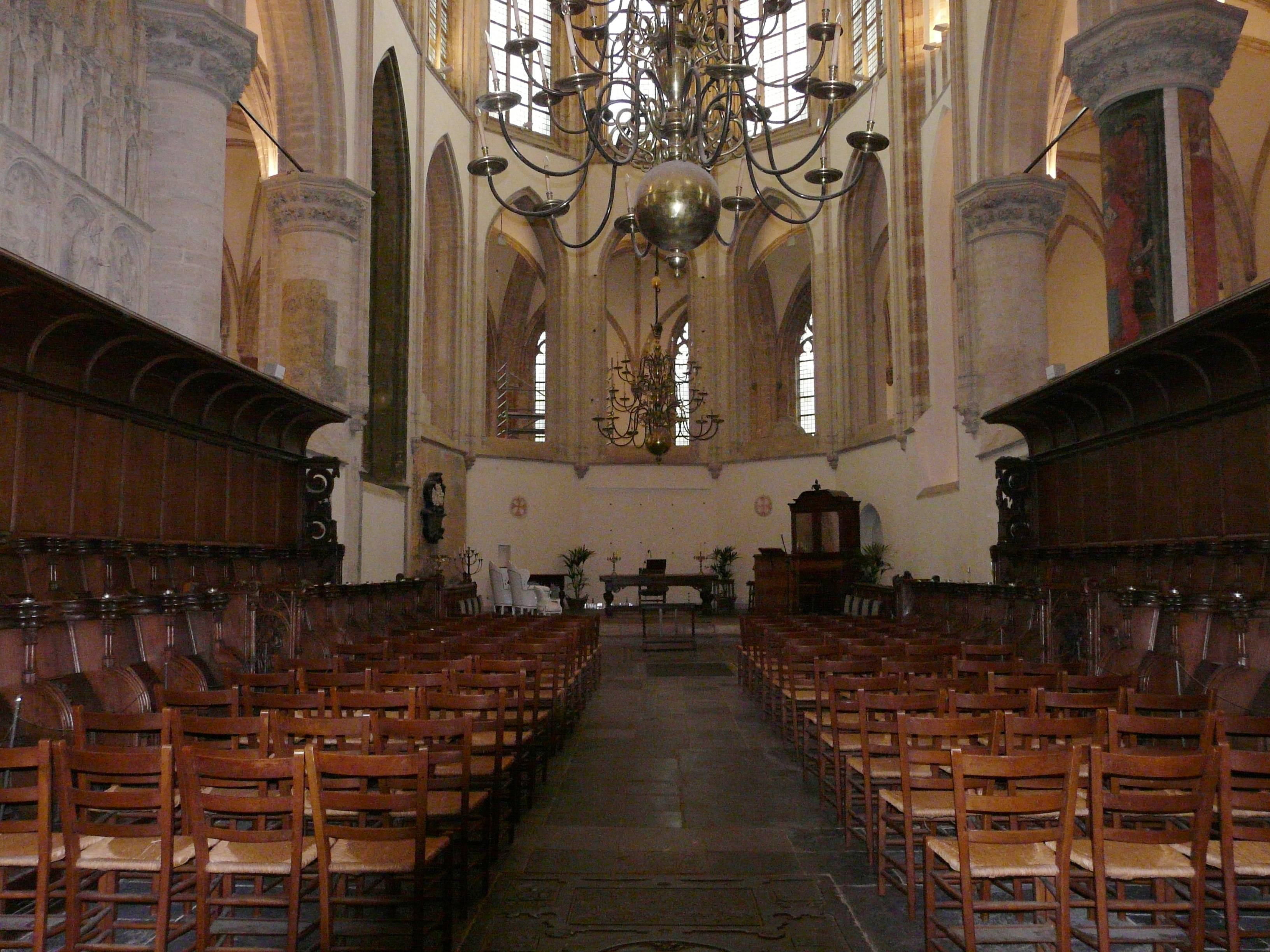
Fragment wnętrza kościoła – prezbiterium

Kościół Główny Najświętszej Maryi Panny w Bredzie (hol. Grote of Onze-Lieve-Vrouwekerk (Breda) lub w skrócie Grote Kerk) – kościół w Bredzie w południowo-zachodniej Holandii.
Dzięki swojej niemal 750-letniej historii i górującej nad miastem 97-metrowej wieży jest najbardziej znanym zabytkiem Bredy. W prowincji Brabancja Północna to jedyny obiekt sakralny zbudowany w stylu gotyku brabanckiego, który przetrwał do naszych czasów.

## Historia
Pierwsze zapiski wspominające o kościele w Bredzie pochodzą z 1269, znalazła się w nich informacja, że istniejący kamienny kościół powinien zostać przebudowany.
W 1303 Lord Bredy – Raso II z Gaveren podniósł go do rangi kolegiaty i od tego momentu był on zarządzany przez kapitułę składającą się na początku z 8, a później z 12 lub 13 kanoników.
W XIV w. w kościele pojawiły się pierwsze grobowce Lordów Bredy: Jana II i Jana III z Polanen.
W 1410 kościół został poważnie przebudowany. Stare prezbiterium zostało zastąpione nowym, istniejącym do dziś. Wtedy też powstały: nawa główna, dwie nawy boczne, transept oraz kaplice po obu stronach prezbiterium w postaci w jakiej można oglądać je obecnie. Po zakończeniu prac kościół został poświęcony przez biskupa Liège, diecezji, której częścią w tamtych czasach była Breda. W 1457 zawaliła się wieża, a w 1468 położono kamienne fundamenty pod nową. W 1509 ukończono odbudowę wieży, a w 1547 dobudowano do niej zachodnią kaplicę i kościół przyjął kształt, w którym przetrwał do naszych czasów.
Lata świetności kościoła przypadły na pierwszą połowę XVI w. Hrabia Henryk III z Nassau, władca Bredy, posiadał silną pozycję na dworze cesarza Karola V. Spowodowało to gwałtowny rozwój miasta (rozbudowa infrastruktury, murów obronnych), który przełożył się wtedy także na inwestycje w rozwój kościoła i wzrost jego znaczenia jako głównego obiektu sakralnego w Bredzie.
Przełom XVI i XVII w. był niespokojnym okresem dla Bredy. Pomimo szerzącego się w 1566 w Holandii protestanckiego ruchu nazywanego ikonoklazmem, dzieła sakralne przetrwały a kościół pozostał katolicki aż do 1576. Potem jednak kościół kilkukrotnie zmieniał właściciela: w latach 1577–1581 należał do protestantów, następnie do 1590 (w czasie gdy Breda była okupowana przez Hiszpanów) z powrotem wrócił do katolików. W 1590 miasto zostało odbite przez Maurycego Orańskiego, Księcia Nassau i kościół znowu został przejęty przez protestantów. W 1625 podczas ponownej okupacji hiszpańskiej kościół po raz kolejny trafił do katolików, a w 1637 Fryderyk Henryk Orański odbił miasto i świątynia ostatecznie stała się protestancka. Wszystko co w jakikolwiek sposób przypominało okres w którym kościół należał do katolików zostało usunięte.
W 1648 na mocy pokoju westfalskiego, Brabancja (kraina historyczna, której częścią była Breda) została przyłączona do Republiki Zjednoczonych Prowincji. Odbiło się to na wzroście gospodarczym i ekonomii prowincji. Dla kościoła nadszedł czas ograniczenia środków związanych z jego rozbudową, wykonywano tylko najpotrzebniejsze naprawy.
W 1795 świątynia została użyta jako miejsce zakwaterowania żołnierzy francuskich, którzy okupywali Bredę, co spowodowało dodatkowe zniszczenia wewnątrz budynku.
W latach 1843–1875 nastąpiła pierwsza rekonstrukcja wieży.
Sam kościół został odrestaurowany w latach 1902–1968.
Całkowita rekonstrukcja świątyni, która przywróciła jej stan z lat największej świetności, zakończyła się w 1998. Uroczystości związane z tym faktem i z ponownym otwarciem kościoła uświetniła królowa Holandii Beatrix.

## Architektura
Forma budowli jest charakterystyczna dla gotyku brabanckiego: kościół zbudowany jest na planie krzyża łacińskiego z nawami główną i bocznymi, ambitem. W środku znajduje się wiele rzeźb, posągów, balkonów, zewnętrzne ściany pokryte są koronkowymi zdobieniami. Do kościoła przylega jedna wieża zachodnia.
Wymiary:
- wysokość wieży: 97 metrów
- wysokość kościoła: 31 metrów
- szerokość kościoła: 37 metrów
- długość kościoła: 77 metrów

## Wyposażenie

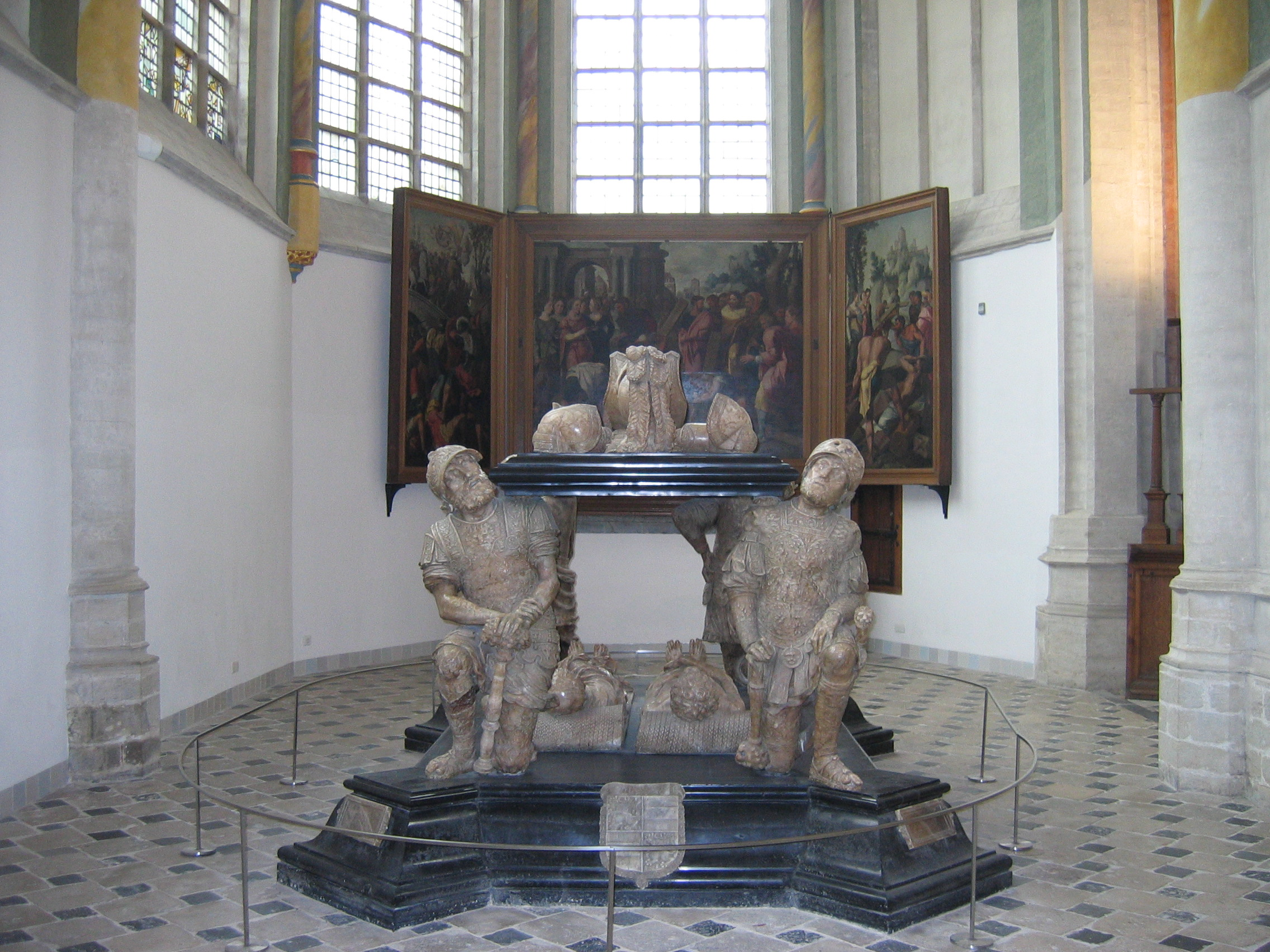
Grobowiec Engelbrechta II z Nassau

Wewnątrz znajduje się wiele dzieł sztuki sakralnej w tym malarstwo ścienne, grobowce, rzeźby i płaskorzeźby poświęcone ważnym osobom związanym z Bredą (między innymi członkom rodów książęcych). Część z nich została pochowana pod podłogą kaplicy, a upamiętnia ten fakt ponad 200 tablic w posadzce. Ostatni z pogrzebów odbył się w roku 1828 (od roku 1829 zaczął obowiązywać zakaz chowania zmarłych w kościołach). Do najważniejszych zabytków można zaliczyć:
- obrazy na ścianach katedry przedstawiające Zwiastowanie Najświętszej Marii Panny, odkryte na początku XX w.
- ponad 7 metrowy grobowiec Engelbrechta I z Nassau i jego rodziny.
- Kaplica Książęca w której znajduje się grobowiec przykrywający kryptę, w której pochowano Engelbrechta II – stadhoudera Niderlandów i jego żonę.
- unikalna kolekcja wczesnorenesansowych epitafiów i obrazów, które przetrwały szerzącą się w Holandii działalność ikonoklastów, którzy sprzeciwiali się oddawaniu czci obrazom oraz posągom, doprowadzając do zniszczenia wielu tego typu dzieł.